# Microcionidae
Microcionidae é uma família de esponjas marinhas da ordem Poecilosclerida.

## Gêneros
Subfamília Microcioninae Carter, 1875
- Clathria Schmidt, 1862
- Echinochalina Thiele, 1903
- Holopsamma Carter, 1885
- Pandaros Duchassaing & Michelotti, 1864

Subfamília Ophlitaspongiinae de Laubenfels, 1936
- Antho Gray, 1867
- Artemisina Vosmaer, 1885
- Echinoclathria Carter, 1885
- Ophlitaspongia Bowerbank, 1866
- Sigmeurypon Topsent, 1928